# Krähenberg (Wuppertal)
Krähenberg ist eine Hofschaft im Norden der bergischen Großstadt Wuppertal.

## Lage und Beschreibung
Die Hofschaft liegt abseits der Kreisstraße 11 im Nordosten des Wohnquartiers Siebeneick im Stadtbezirk Uellendahl-Katernberg auf einer Höhe von 238 m ü. NHN. Sie ist über eine lange Zufahrt namens Krähenberger Weg erreichbar, die von dem Kreisstraße 11 zwischen Worth und Krieg abzweigt.
Weitere benachbarte Ortslagen sind Brink, Schevensiepen, Fingscheid, Schevenhof, Steingeshof, Wüstenhof, Jungmannshof, Branger, Vogelsbruch und  Röttgen. 
Bei Krähenberg fließt südlich der Krähenbergbach vorbei.

## Geschichte
Der Hof Krähenberg wurde erstmals 1355 in einem Verzeichnis der zur Herrschaft Hardenberg gehörenden Güter urkundlich erwähnt und gehörte im Spätmittelalter zum Bereich des Herzogtums Berg. 1703 ist die Zugehörigkeit zur Hardenberger Bauerschaft Oberste Siebeneick beurkundet.
Im 19. Jahrhundert gehörte Krähenberg zu der Bauerschaft Obensiebeneick in der Bürgermeisterei Hardenberg, die 1935 in Neviges umbenannt wurde. Damit gehörte es von 1816 bis 1861 zum Kreis Elberfeld und ab 1861 zum alten Kreis Mettmann. 
Im Gemeindelexikon für die Provinz Rheinland von 1888 werden zwei Wohnhäuser mit zwölf Einwohnern angegeben.
Mit der Kommunalreform von 1929 wurde der südöstliche Teil von Obensiebeneick abgespalten und zusammen mit südlichen Dönberger Ortschaften in die neu gegründete Stadt Wuppertal eingemeindet, der Rest Obensiebeneicks mit Krähenberg verblieb zunächst bei Neviges. Durch die nordrhein-westfälische Gebietsreform kam Neviges mit Beginn des Jahres 1975 zur Stadt Velbert und das restliche Obensiebeneick wurde ebenfalls Wuppertal eingemeindet.